# Vật liệu tái sinh rừng

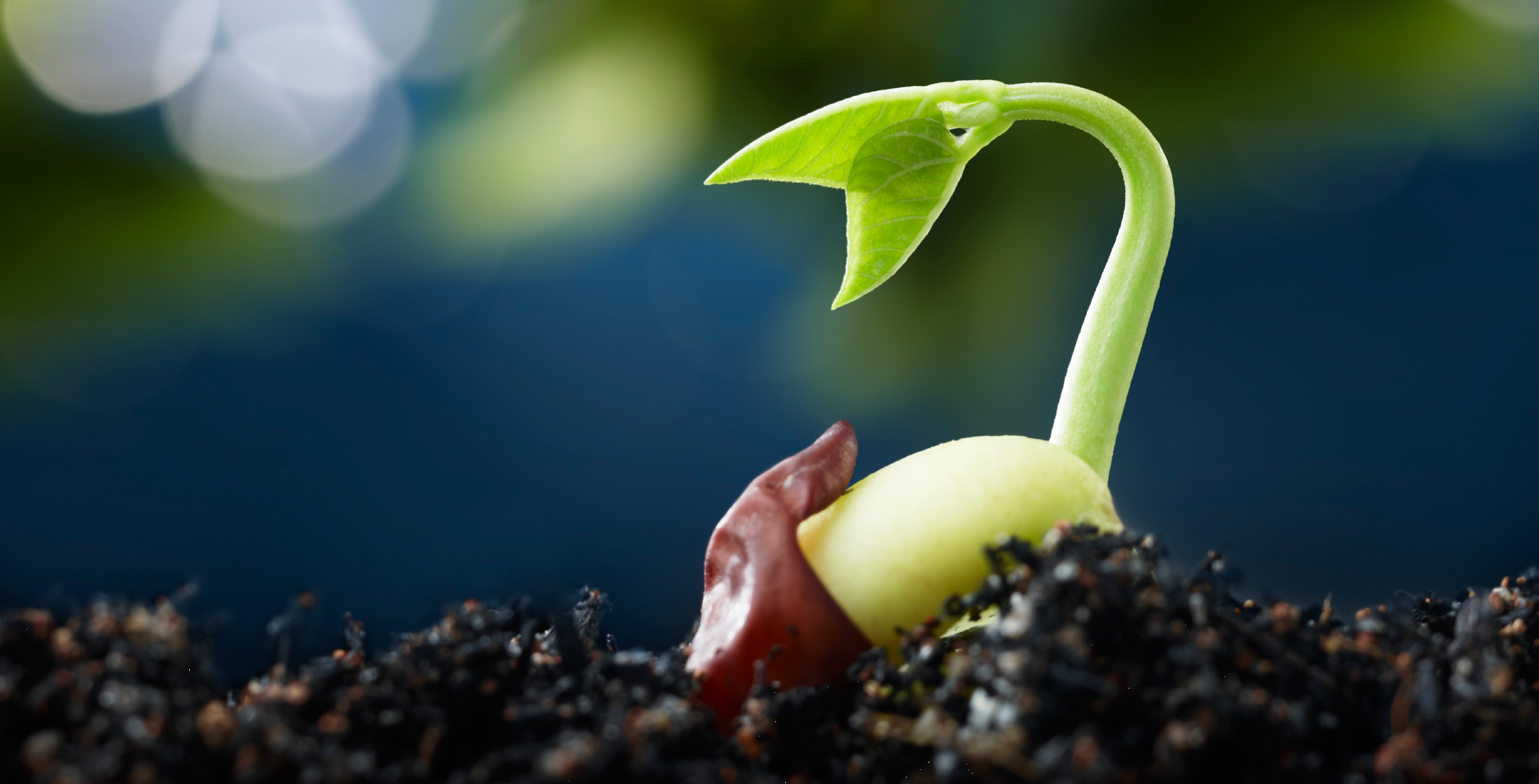
Hạt nảy mầm

Vật liệu tái tạo rừng là một phần của cây có thể được sử dụng để sinh sản như hạt giống, cắt hoặc cây giống. Tái sinh nhân tạo, được thực hiện thông qua gieo hạt hoặc trồng cây, thường bao gồm chuyển vật liệu sinh sản rừng đến một địa điểm cụ thể từ các địa điểm khác trong khi tái sinh tự nhiên phụ thuộc vào vật liệu di truyền đã có sẵn trên địa điểm.
Các cơ hội và thách thức trong kỹ thuật để đảm bảo chất lượng và số lượng vật liệu sinh sản rừng có thể được biết đến trong các hoạt động xác định, lựa chọn, mua sắm, nhân giống, bảo tồn, cải tiến và sản xuất bền vững vật liệu sinh sản. Việc sử dụng vật liệu sinh sản rừng chất lượng thấp hoặc thích nghi kém có thể có tác động rất xấu đến sức sống và khả năng phục hồi của rừng.
Ở châu Âu, phần lớn vật liệu được sử dụng để tái sinh nhân tạo được sản xuất và chuyển giao trong một quốc gia. Tuy nhiên, vật liệu sinh sản rừng, thường ở dạng hạt giống hoặc cành giâm, ngày càng được giao dịch xuyên biên giới quốc gia, đặc biệt là trong Liên minh châu Âu.

## Vật liệu tái sinh rừng và biến đổi khí hậu
Do biến đổi khí hậu, dẫn đến nhiệt độ ngày càng tăng, một số khu vực trong phạm vi phân bố hiện tại của cây rừng dự kiến sẽ không phù hợp trong khi các khu vực mới có thể trở nên phù hợp với nhiều loài ở vĩ độ hoặc cao hơn. Điều này rất có thể sẽ làm tăng nhu cầu tương lai đối với nguyên liệu tái sinh rừng nhập khẩu khi các nhà quản lý và chủ rừng cố gắng xác định các loài cây và chứng minh có thể phát triển trên đất của họ trong điều kiện khí hậu mới. Đặc biệt, vật liệu tái sinh rừng có độ dẻo cao sẽ ngày càng hữu ích cho mục đích này.